# De echte vent
De echte vent is een nummer van de Nederlandse band Racoon uit 2020. Het is de tweede single van hun zevende studioalbum Spijt is iets voor later. Het nummer is de derde Nederlandstalige single van Racoon.

## NPO Radio 2 Top 2000
| Nummer met noteringen in de NPO Radio 2 Top 2000 | '20  | '21 | '22 | '23 | '24 |
| ------------------------------------------------ | ---- | --- | --- | --- | --- |
| De echte vent                                    | 1086 | 320 | 501 | 515 | 686 |

1. ↑  Een vetgedrukt getal geeft de hoogste notering aan.
2. ↑  2020 was het eerste jaar met een notering voor dit nummer.